# Volo Pan Am 830
Il volo Pan Am 830 era un volo dall'aeroporto Internazionale di Narita, in Giappone, all'aeroporto Internazionale di Los Angeles, negli Stati Uniti, con scalo all'aeroporto Internazionale di Honolulu, nelle Hawaii. L'11 agosto 1982, il Boeing 747-121 denominato "Clipper Ocean Rover" operante il volo, subì l'esplosione di una bomba posizionata sotto un sedile nella cabina passeggeri. Nonostante i danni al velivolo, il capitano James E. O'Halloran fu in grado di atterrare ad Honolulu in sicurezza. Una persona perse la vita mentre tutti gli altri 284 sopravvissero. 16 di loro rimasero feriti.

## L'aereo
Il velivolo coinvolto era il 47° Boeing 747 costruito, faceva parte della serie -100 ed era registrato con marche N754PA e numero di serie 19658. Volò per la prima volta il 15 maggio 1970 e venne consegnato a Pan American World Airways pochi giorni dopo, il 26 maggio. Era alimentato da 4 motori turboventola Pratt & Whitney JT9D-7A. Al momento dell'attentato, l'aereo aveva circa 12 anni. A seguito delle riparazioni, tornò in servizio con la compagnia. Prima del ritiro e della demolizione, operò per Cargolux, Lionair, Air France, Corsair e Air Afrique. Il velivolo è stato inoltre utilizzato nel film "decisione critica" del 1996.

## Il volo
Al momento dell'esplosione, l'aeromobile si trovava a circa 225 chilometri a Nord-Ovest delle Hawaii, volando a 36 000 piedi (11 000 m) con 270 passeggeri e 15 membri dell'equipaggio a bordo. La bomba, che era stata collocata sotto il cuscino di un sedile, uccise il sedicenne Toru Ozawa, cittadino giapponese. L'esplosione ferì anche altre 16 persone (inclusi i genitori di Ozawa) e causò danni al pavimento e al soffitto. L'aereo effettuò un atterraggio di emergenza a Honolulu.

## Conseguenze
La bomba venne piazzata da Mohammed Rashed, un giordano legato all'organizzazione del 15 maggio. Nel 1988 fu arrestato in Grecia, processato e condannato per omicidio a 15 anni di prigione. Fu rilasciato nel 1996 dopo aver scontato otto anni. Successivamente venne estradato negli Stati Uniti dall'Egitto nel 1998 per essere processato. Nel 2006, nell'ambito di un patteggiamento, fu condannato a sette anni di prigione da scontare in un carcere federale. In base al suo accordo con i pubblici ministeri statunitensi nel fornire informazioni su altre trame terroristiche, è stato rilasciato dal marzo 2013, ma rimase in una struttura di detenzione federale nello stato di New York in attesa di espulsione.
Anche Husayn Muhammad al-Umari fu incriminato dell'attentato del volo Pam Am 830 e nel 2009 è stato inserito nella lista dei Most Wanted dell'FBI. Il 24 novembre 2009, il Dipartimento di Stato ha annunciato un premio fino a 5 milioni di USD per la sua cattura. La precedente ricompensa di 200 000 USD non aveva prodotto risultati.